# Bărcuț
Bărcuț (deutsch Bekokten) ist ein Ort im Kreis Brașov in Siebenbürgen, Rumänien.

## Geographische Lage
Bekokten liegt im Harbach-Hochland, etwa 25 Straßenkilometer nördlich der Stadt Fogarasch. Das einen Kilometer lange Straßendorf gehört zur Gemeinde Scharosch (rum.: Șoarș). Es liegt an der in den 2010er-Jahren zu Teilen noch nicht asphaltierten Straße von Schäßburg (rum.: Sighișoara) nach Scharosch.

## Geschichte
Offensichtlich wurde der Ort im Jahr 1206 erstmals urkundlich erwähnt; in einer Urkunde des ungarischen König Andreas II. wird Bekokten wie auch die umliegenden Orte Șoarș, Cobor (Kiewern), Felmer (Felmern) und Seliștat (Seligstadt) erwähnt. Man fand aber im Ort auch eine Münze aus der Zeit der Daker.
Der Name Bekokten soll auf eine Quelle zurückzuführen sein. Die ungarische Übersetzung soll Lammbrunnen lauten. Nach Adolf Schullerus, ist die Zusammensetzung des Namens jedoch dunkel: Magyarisch Báránykút (=Lammbrunnen) kann trotz des in der Gemeinde oft gezeigten Lâmbrannen's und obwohl der Ort an der Grenze des Schenker Stuhls der zum Teil magyarisch besetzten Adelsenklave „terra Czwesfey“ liegt, nicht als Quelle angesehen werden. Laut Schullerus ist Bekokten alte Stuhlsgemeinde, daher von Anfang an deutsch benannt, sodann müsste, da báránykút auf der ersten Silbe betont ist, die deutsche Benennung den Umweg über rumänisch Berkut ( ~ ) genommen haben, was historisch ebenfalls unmöglich ist, da Rumänen im Binnenland erst vom 16. Jahrhundert an auftauchen. In der Silbe Bre- / Ber- könnte vielleicht luxemburgisch bur, lothringisch bure für Brunnen stecken, also etwa ,Brunnen-Grube'.

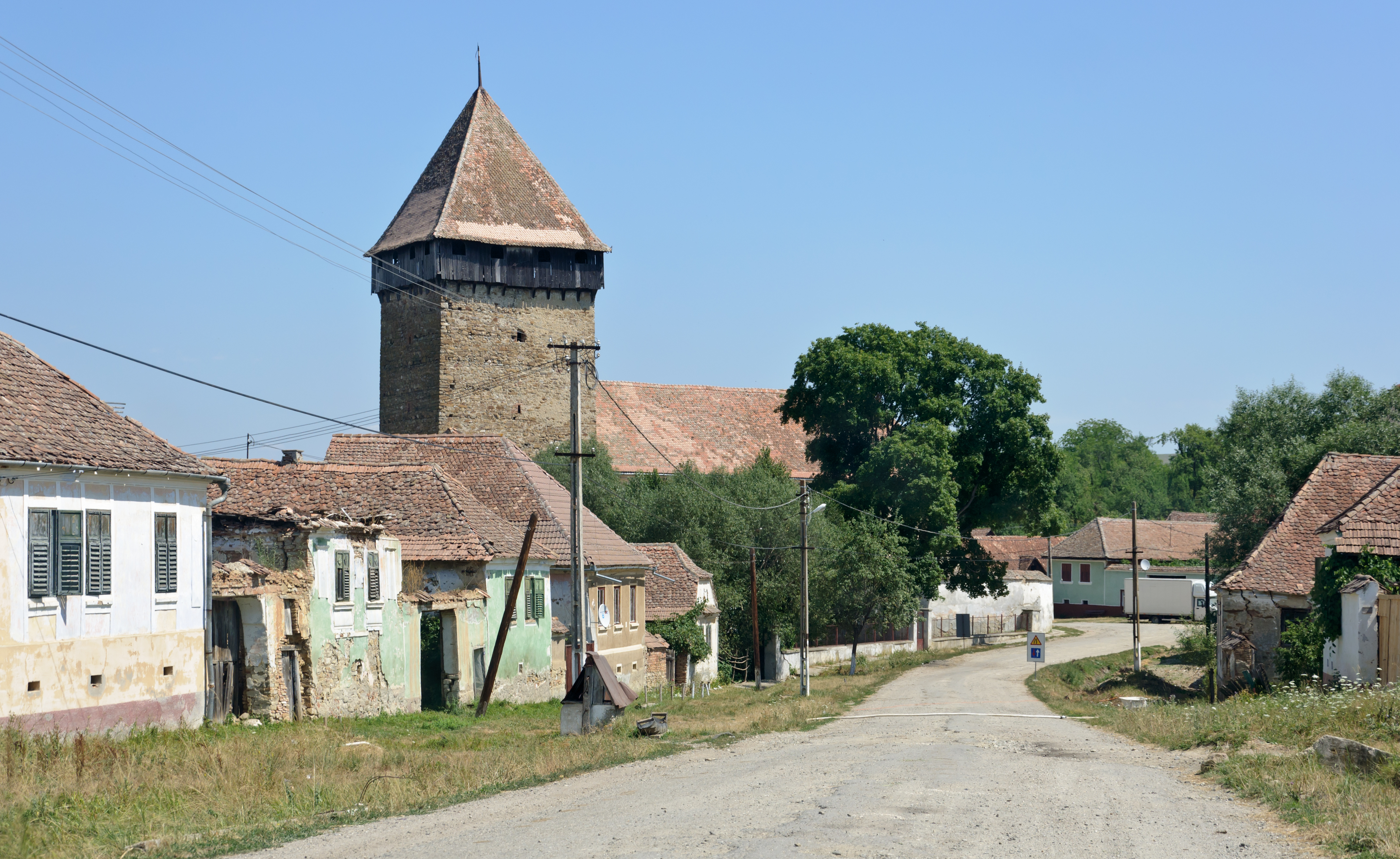
Dorfstraße zur Kirchenburg Bekokten

Von der Kirchenburg Bekokten ist der Glockenturm sowie drei Viertel der Umfassungsmauer erhalten. Das Kirchenschiff wurde im 19. Jahrhundert durch eine Hallenkirche ersetzt.
Bekokten gehörte seit dem Mittelalter zum Großschenker Stuhl und lag durch das Privileg von König Andreas II. auf Königsboden, das bedeutet, dass sie keinem adeligen Grundherren unterstanden, sondern direkt der ungarischen Krone. Die somit freien Bauern, Angehörige der sächsischen Volksgruppe, mussten im Kriegsfall auf eigene Kosten ausgerüstete bewaffnete Männer stellen. Um 1488 gab es nebst zwei unbewohnten deren 50 bewohnte Haushalte, nebst einer Mühle, einer Schule und drei Priestern. Die Sachsen traten in der zweiten Hälfte des 16. Jahrhunderts zum Luthertum über. 1772 brannte ein großer Teil des Dorfes nieder, 1810 brannte es erneut.
1857, während der habsburgischen Verwaltung Siebenbürgens, wurden 1054 Einwohner gezählt. Davon waren 664 Sachsen, 298 Rumänen, und 112 Andere. Nach dem Österreichisch-Ungarischen Ausgleich wurden die alten feudalen Verwaltungseinheiten abgeschafft und der Großschenker Stuhl aufgelöst. Bărcuț wurde 1876 dem Komitat Groß-Kokel zugeteilt, nach dem Ersten Weltkrieg kam ganz Siebenbürgen an das Königreich Rumänien. 1930 gab es 1162 Einwohner im Ort, wovon 620 evangelische Deutsche waren und 483 Rumänen.
1945 fand eine Agrarreform statt, die sächsischen Einwohner, welche nicht deportiert worden waren, wurden 1947 enteignet. 1951 wurde das Dorf elektrifiziert. 1967 gab es noch 170 Schüler im Ort.
1990 verließen 300 bis 400 Personen die Gemeinde in Richtung Deutschland.
Das durch die Auswanderung leerstehende evangelische Pfarrhaus wurde wie das Schulhaus auf Initiative von Pfarrer Johannes Klein aus Fogarasch zu einem Jugendgästehaus umgebaut. Touristen und Jugendgruppen können dort bei Voranmeldung übernachten.